# Drog sintetic

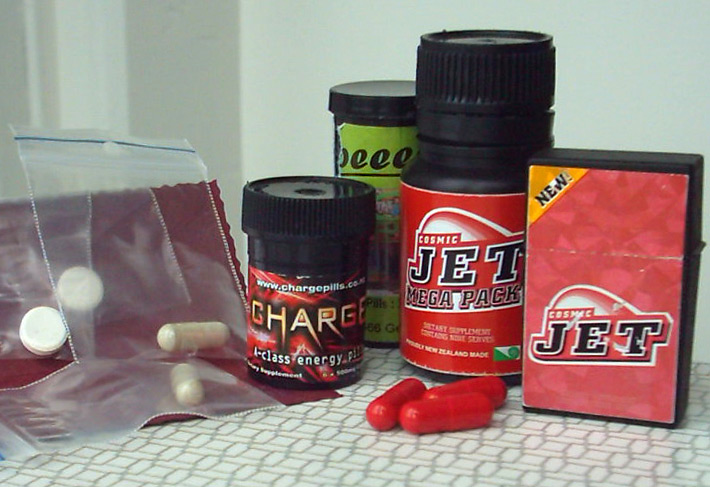
Mai multe tipuri de droguri sintetice

Drogurile sintetice (engleză: designer drugs) reprezintă o nouă categorie de droguri psihoactive, create în urma experimentelor și a cercetărilor conduse asupra compoziției și a efectelor drogurilor psihoactive deja existente. Drogurile sintetice au aceleași efecte ca drogurile psihoactive populare, cum ar fi cocaina, morfina sau marijuana dar au structuri chimice complet diferite.
În Uniunea Europeană și organismele oficiale, cum ar fi OFDT, United Nations Office on Drugs and Crime (UNODC) precum și în presă, drogurile sintetice poartă oficial denumirea de „substanțe noi cu proprietăți psihoactive” (SNPP), sau etnobotanice).
Aceste substanțe chimice sunt produse având compoziție variabilă, constând în general din amestecuri de substanțe comercializate online sau în magazine sub formă de pulbere, tablete, cristale sau material vegetal pulverizat cu substanțe de sinteză, în ambalaje ale căror prezentare și etichetare nu reprezintă cu acuratețe conținutul: „substanțe euforizante legale”, „substanțe chimice în curs de cercetare”, „îngrășăminte pentru plante”, „săruri de baie” etc. Pe aceste produse apare mențiunea “Strict interzis consumului uman”, astfel că ele nu sunt supuse legislației care se aplică medicamentelor și drogurilor ilicite, în ciuda faptului că sunt mai puternice și periculoase, cu compoziții mult mai puțin studiate.
Lipsa de informații referitoare la compoziția chimică, proveniența ingredientelor și a substanțelor posibil periculoase utilizate pentru fabricarea drogurilor sintetice îngreunează evaluarea riscurilor pentru sănătate și a nivelului de toxicitate. 

## Istoric
În anul 1804, chimistul Armand Séguin ofițer în armata lui Napoleon Bonaparte, și farmacistul Friedrich Sertürner, în 1805, au reușit să izoleze din opiu morfina.

În 1817, Pierre Jean Robiquet va izola narcotina și tot el va fi cel care a reușit să extragă codeina. 

În anul 1897, chimistul german Heinrich Dreser, pornind de la morfină, a sintetizat un nou produs mult mai puternic, heroina, care în anul 1898 se comercializa ca medicament.

Începând cu anul 1928, firma Merck, trece la fabricarea morfinei, iar în 1948, Georg Merck izolează papaverina. 
La începutul secolului XX, Convenția internațională asupra opiului adoptată la  Haga în 1912, a restricționat comerțul cu morfină. Derivații acesteia nu erau explicit prevăzuți, astfel a apărut heroina ca derivat esteric al morfinei, iar comerțul cu substanțe de sinteză precum dibenzoilmorfina și acetilpropionilmorfina a început să fie reglementat la propunerea Comisiei pentru Sănătate a Ligii Națiunilor abia în 1930. 
Anii 1960 au adus în prim-plan substanțele de sinteză cu efect halucinogen. Dimetoximetilamfetamina, acetil amida LSD, analogi de fenciclidină și numeroase alte substanțe au apărut ca „droguri legale” potente și au fost introduse pe lista drogurilor ilicite când consumul lor a devenit o problemă de sănătate publică.
În anii 1980 au apărut o serie de opioizi de sinteză analogi cu fentanilul – alfametilfentanil, „China White”, respectiv petidina – desmetilprodina. Aceste substanțe au ajuns în atenția autorităților deoarece erau vândute pe piața neagră ca heroină, conțineau impurități cu efecte neurotoxice și produceau frecvent supradoze accidentale. 
În anii 1980-1990 a reapărut metamfetamina, s-au sintetizat „droguri legale” cu efect stimulant, cum ar fi metilendioximetamfetamina (cunoscută și răspândită foarte rapid ca Ecstasy) și metcatinona. Derivații sintetici de metamfetamină și metcatinonă sunt în prezent substanțele utilizate cel mai frecvent ca droguri stimulente. 

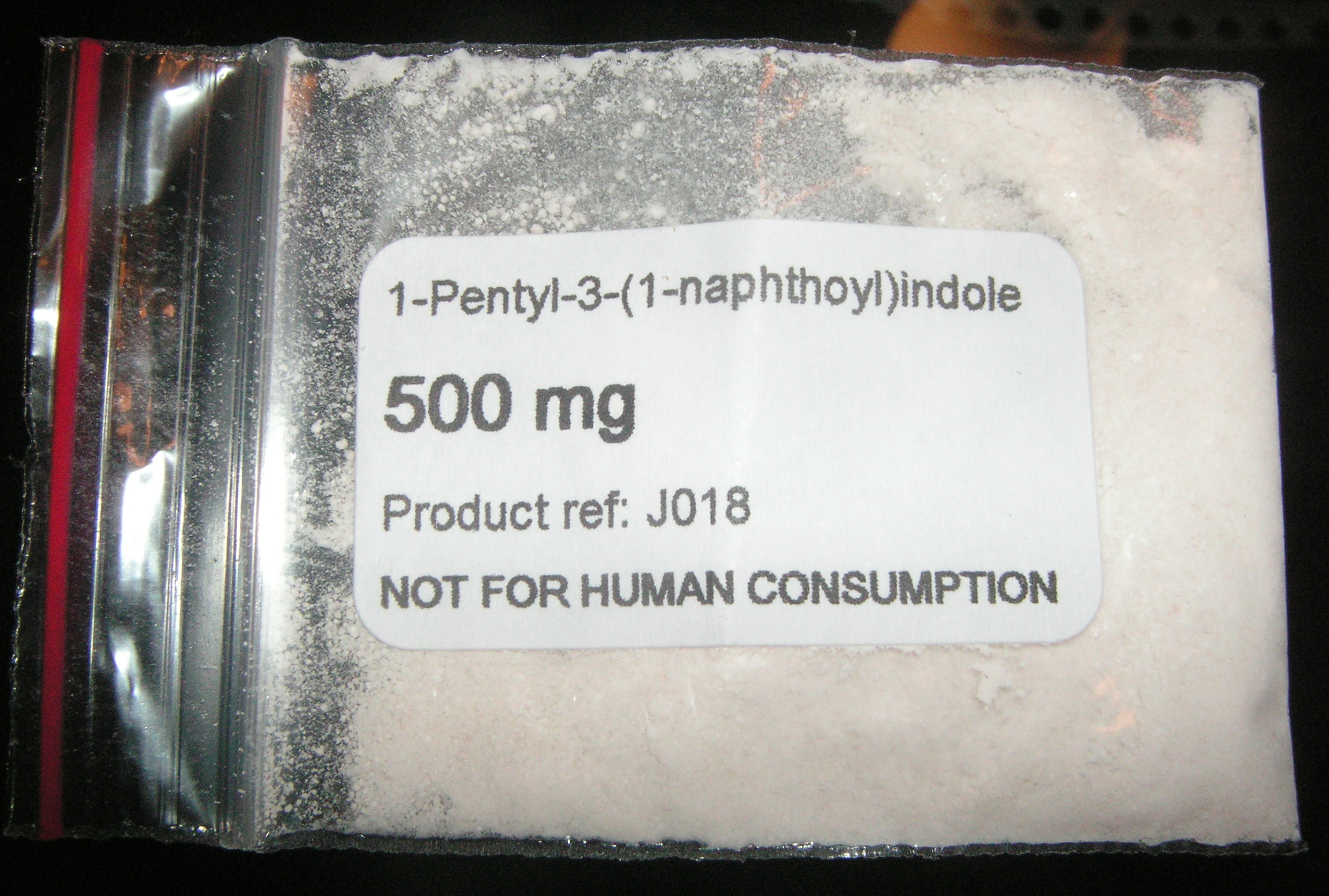
JWH-018, unul dintre numeroasele canabinoide sintetice create inițial pentru utilizare în cercetare

În anii 2000, s-a răspândit și comercializarea online de substanțe de sinteză cu efect psihedelic, analoge cu triptamina, fenetilamina și trimetoxifenetilamina (mescalina). 

Începând cu anul 2008, au apărut primele informații despre comercializarea și consumul de substanțe noi cu proprietăți psihoactive (SNPP), inițial sub denumirea de „plante etnobotanice”, pentru ca în anii 2009 și 2010 fenomenul să înregistreze o continuă expansiune. Principalul ingredient activ al acestor amestecuri a fost cel mai adesea compusul JWH-018. Inițial comercializarea acestor substanțe s-a realizat prin intermediul internetului, însă cererea tot mai mare a determinat deschiderea unor „magazine de vise”, sau „Weed Shop”, care le comercializează direct ca „substanțe euforizante legale”, „substanțe chimice în curs de cercetare”, „îngrășăminte pentru plante”, „săruri de baie”, „reactivi de laborator” etc. și sub denumiri precum „Spice”, „Mary Jane”, „Bliss”, „Special Platinum”, „Diesel”, „Zen” etc. 
La finalul anului 2018, în raportul Observatorului European pentru Droguri și Toxicomanie (EMCDDA) se precizează că au fost monitorizate peste 730 de substanțe psihoactive noi. Dintre ele, unele sunt canabinoizi sintetici care imită cannabisul (marijuana), altele sunt catinone sintetice care imită amfetaminele sau alte droguri stimulente, iar cele mai noi sunt opioizi sintetici care imită heroina sau alte droguri opiacee.
Aceste substanțe sunt incluse treptat pe lista drogurilor ilicite în tot mai multe țări, din cauza numărului din ce în ce mai mare de substanțe cu efect halucinogen sintetizate, a frecventelor supradoze accidentale, a răspândirii lor rapide la nivel global, a strategiilor de marketing utilizate pentru a eluda legislația în vigoare.

## Tipuri
Spectrul actual al drogurilor de sinteză include: 
- analogi de opioide
- halucinogene
- steroizi anabolizanți
- stimulente analoge cu metcatinonă și mefedronă
- sedative de sinteză analoge cu benzodiazepinele – premazepam
- canabinoizi de sinteză
- derivați de ketamină cu efect disociativ
- derivați de metilendioxifenetilamină
- benzofurani cu efect empatogen
- derivați de piperazine cu efect similar cu cel al Ecstasy. [8]